# Dirades laniger
Dirades laniger är en fjärilsart som beskrevs av George Francis Hampson. Dirades laniger ingår i släktet Dirades och familjen Uraniidae. Inga underarter finns listade i Catalogue of Life.